# 沖大東島射爆撃場

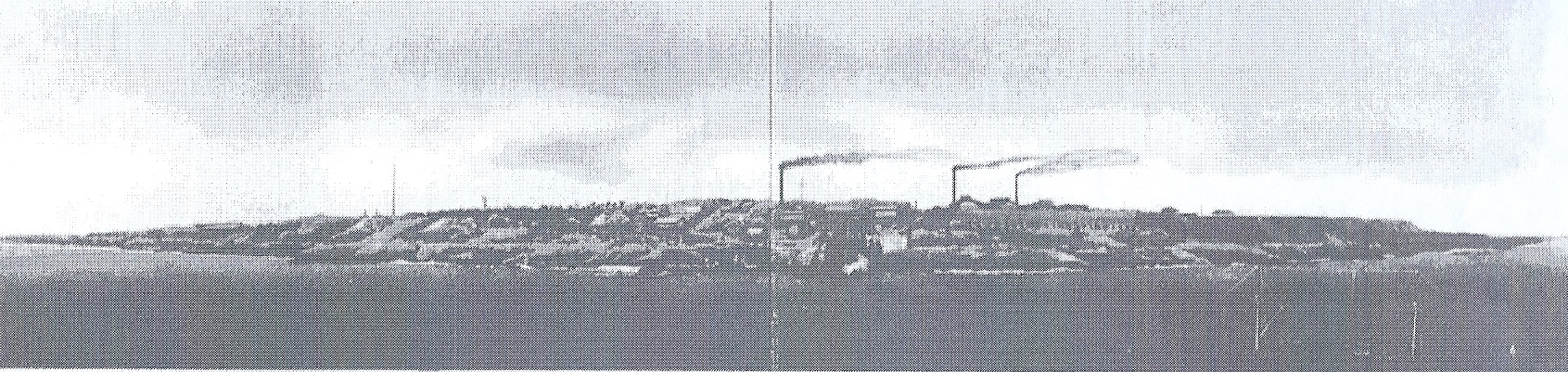
ラサ島鉱業所のリン採掘 (1938年頃)

沖大東島射爆撃場（おきだいとうじましゃばくげきじょう）は沖縄県島尻郡北大東村字ラサ（沖大東島）の全島を射爆撃場としたアメリカ海軍の演習場 (施設番号 FAC6088) である。1953年に使用が開始された。総面積は約1.15km2。

## 基地概要
沖大東島は那覇の南東約408㎞の太平洋上に位置した無人島で、島全体が射爆撃場として占有されている。沖大東島はラサ島とも呼ばれ、かつてはリンの採掘でにぎわったが、1953年12月18日、沖大東島が米海軍の射爆撃場として使用が開始され、無人島となっている。
- 場所: 北大東村（字ラサ）
- 市町村別面積比率: 北大東村の8%
- 管理部隊: 在沖米海軍軍艦隊活動司令部
- 使用目的: 艦対地及び空対 地射爆撃場[2]
- 地権者: 1人
- 借地料: 1972年の当初の段階では国有地とされていたが、翌年の1973年にラサ工業の所有が確認され借地料が発生した。借地料は1973年の4,900万円から、1981年時点には約5倍の2億15,00万円[3]、また1984年度には3億3000万円へと引き上げられている[4]。1982年からは借地料は公には公表されていない。

使用部隊と任務
- 管理部隊: 米海軍
- 使用任務: 艦対地及び空対地射爆撃訓練。
- 使用制限: 年180日以内

自衛隊の共同使用
- 陸・海・空3自衛隊 - 艦砲射撃及び着上陸訓練[5]

## 沿革
1944年、戦争激化に伴い、ラサ島工業所で働く住民らが退避。
1945年10月14日、上陸した米軍によって武装解除された陸軍第八五兵站警備隊第四中隊、ラサ島守備隊が撤退、無人島となる。
1958年（昭和33年）12月18日：アメリカ海軍の射爆撃場として使用開始。
1972年（昭和47年）5月15日：沖縄の本土復帰に伴い施設・区域提供される。復帰に際して国有地と誤認され、翌年10月12日に沖大東島の唯一の地権者であるラサ工業の所有が確認された。
1997年10月19日、石垣港沖で米軍航空機の燃料タンクが発見され、9月20日に沖大東島射爆撃場の上空において航空機の訓練の際に公海上で投棄された2つのうちの1つであることが判明した。
2013年10月23日、防衛省は陸海空3自衛隊が沖大東島での実動訓練を行うことを発表した。防衛省は沖大東島射爆撃場の自衛隊使用について日米地位協定2条4項aに基づく共同使用であるとした。自衛隊による同射爆場の共同使用はこれが初めてとみられる。これは島嶼防衛戦略の自衛隊統合実動演習として陸海空から3万4千人が参加する大規模なものであった。
2015年10月6日、日米両政府は沖大東島と周辺水域・空域を自衛隊が恒常的に共同使用することに合意した。

## リンク
- FAC6088沖大東島射爆撃場 - 沖縄県